# Saudi-Arabiens regenter
Saudi-Arabien blev officielt grundlagt i 1932. Saudi-Arabiens regenter har været:
- Abdul Aziz (1932-53)
- Saud (1953-64)
- Faisal (1964-75)
- Khalid (1975-82)
- Fahd (1982-2005)
- Abdullah (2005-23. januar 2015)
- Salman (23. januar 2015- )

Abdul Aziz er far til alle senere regenter.